# Bojan Mustecić
Bojan Mustecić (* 4. November 1994 in Linz, Österreich) ist ein serbischer Fußballspieler.

## Karriere
Mustecić begann seine Karriere beim SK St. Magdalena. 2006 wechselte er zum FC Blau-Weiß Linz. 2007 kam er in die Jugend des LASK. Im September 2010 debütierte er für die Amateure des LASK in der Regionalliga, als er am fünften Spieltag der Saison 2010/11 gegen den SC Weiz in der 73. Minute für Martin Ivos eingewechselt wurde. Seinen ersten Treffer in der Regionalliga erzielte er im April 2012 bei einer 2:1-Niederlage gegen den SK Austria Klagenfurt. Mit LASK II stieg er 2012 aus der Regionalliga ab.
Zur Saison 2012/13 rückte er in den Kader der ersten Mannschaft auf, die der Regionalliga antrat. Für die erste Mannschaft des LASK absolvierte er zwischen 2012 und 2014 neun Spiele, in denen er einen Treffer erzielen konnte. 2014 stieg er mit dem LASK in die zweite Liga auf. Nach dem Aufstieg rückte er in den Kader der drittklassigen SPG FC Pasching/LASK Juniors.
Zur Saison 2015/16 wechselt er zum Regionalligisten ATSV Stadl-Paura. In seinen eineinhalb Jahren bei Stadl-Paura kam er in 44 Regionalligaspielen zum Einsatz und erzielte dabei 14 Tore. Im Jänner 2017 wechselte er zum viertklassigen ASKÖ Oedt.
Im August 2018 wechselte Mustecić leihweise zum Zweitligisten SK Vorwärts Steyr. Sein Debüt in der zweithöchsten Spielklasse gab er im selben Monat, als er am vierten Spieltag der Saison 2018/19 gegen die Kapfenberger SV in der Halbzeitpause für Christian Lichtenberger eingewechselt wurde. Im Juni 2019 erhielt er einen bis Juni 2020 laufenden Vertrag. In drei Zweitligaspielzeiten bei den Steyrern absolvierte der Serbe 79 Zweitligapartien, in denen er zwölf Tore machte. Nach der Saison 2020/21 verließ er Vorwärts und wechselte zum Ligakonkurrenten SKU Amstetten. In Amstetten kam er zu 14 Zweitligaeinsätzen, in denen er einmal traf. Nach der Saison 2021/22 verließ er die Niederösterreicher wieder.
Nach einem halben Jahr ohne Klub wechselte er im Januar 2023 zum Regionalligisten WSC Hertha Wels.